# Веси, Джимми
Джимми Веси (англ. Jimmy Vesey, 26 мая 1993 года, Бостон, Массачусетс, США) — американский хоккеист, левый нападающий клуба НХЛ «Колорадо Эвеланш». Бронзовый призёр чемпионата мира по хоккею 2015 года, обладатель золотых наград молодёжного чемпионата мира 2013 года.

## Вне льда
Отец Джимми, Джим Веси, на драфте НХЛ 1985 года был выбран клубом «Сент-Луис Блюз» в 8-м раунде под общим 155-м номером. Большую часть карьеры Джим отыграл в низших северо-американских хоккейных лигах, выступая за клубы «Пеория Ривермен», «Мэн Мэринерз», «Провиденс Брюинз», «Феникс Роудраннерс». В НХЛ провёл на льду в общей сложности 15 матчей, в которых помимо «Сент-Луиса» также играл за «Бостон Брюинз». По состоянию на 2018 год Джим работает скаутом в клубе «Торонто Мейпл Лифс». Младший брат Джимми, Нолан, также играет в хоккей — за команду Университета Мэна «Мэн Блэк Бирз». В 2014 году на драфте НХЛ Нолан выбран «Торонто Мейпл Лифс» в 6-м раунде под общим 158-м номером.

## Статистика
| Легенда | Легенда                    | Легенда | Легенда                   | Легенда | Легенда    |
| ------- | -------------------------- | ------- | ------------------------- | ------- | ---------- |
| И       | Количество проведённых игр | Штр     | Штрафное время            | +/−     | Плюс-минус |
| Г       | Голы                       | П       | Голевые передачи          | О       | Очки       |
| -       | Статистика неизвестна      | —       | Статистика не учитывалась |         |            |

## Достижения

### Командные
| Год  | Команда    | Достижение                             |
| ---- | ---------- | -------------------------------------- |
| 2013 | США (мол.) | Пебедитель молодёжного чемпионата мира |
| 2015 | США        | Бронзовый призёр чемпионата мира       |

### Личные
| Год        | Команда         | Достижение                                                 |
| ---------- | --------------- | ---------------------------------------------------------- |
| 2015, 2016 | Гарвард Кримсон | Лучший хоккеист сезона Конференции ECAC (2)                |
| 2015, 2016 | Гарвард Кримсон | Попадание в первую Сборную всех звёзд Конференции ECAC (2) |
| 2016       | Гарвард Кримсон | Обладатель «Хоби Бейкер Эворд»                             |